# مؤشر منتزر
مؤشر منتزر وصف في عام 1973 من قبل منتزر، وقال إنه مفيد في تمييز فقر الدم الناجم عن عوز الحديد عن الثلاسيميا بيتا.
يحسب المؤشر من نتائج تعداد الدم الكامل. فإذا كان ناتج قسمة حجم الكرية الوسطي (MCV, fL) مقسوما على تعداد خلايا الدم الحمراء (مليون خلية لكل ميكروليتر) هو أقل من 13، فإن الثلاسيميا تكون أكثر احتمالا. أما إذا كانت النتيجة أكبر من 13، فيكون فقر الدم بعوز الحديد أكثر احتمالا.
يكون مبدأ العمل على النحو التالي: في نقص الحديد النخاع لا يمكن أن ينتج العديد من كريات الدم الحمراء وتكون هذه الكريات صغيرة (microcytic)، وبالتالي فإن عدد كريات الدم الحمراء وحجم الكرية الوسطي على حد سواء سيكون منخفضا، ونتيجة لذلك، فإن المؤشر سوف يكون أكبر من 13. على العكس من ذلك، في الثلاسيميا، وهو اضطراب تركيب الغلوبين يكون عدد كريات الدم الحمراء المنتجة طبيعيا، ولكن الخلايا أصغر وأكثر هشاشة. ولذلك فإن تعداد كريات الدم الحمراء يكون طبيعيا، ولكن حجم الكرية الوسطي يكون منخفضا، وبالتالي فإن المؤشر سوف يكون أقل من 13.